# ウォーク (DD-34)
|          |                                     |
| 艦歴     |                                     |
| 発注     |                                     |
| 起工     | 1910年3月5日                        |
| 進水     | 1910年11月3日                       |
| 就役     | 1911年7月22日                       |
| 退役     | 1919年12月12日                      |
| その後   | 1935年4月23日にスクラップとして廃棄 |
| 除籍     | 1935年3月20日                       |
| 性能諸元 |                                     |
| 排水量   | 742 トン                            |
| 全長     | 293 ft 10 in (89.6 m)               |
| 全幅     | 26 ft 1½ in (8 m)                   |
| 吃水     | 9 ft 5 in (2.9 m)                   |
| 機関     | 重油専焼缶4基                       |
| 最大速   | 29.5ノット (55 km/h)                |
| 乗員     | 士官、兵員86名                      |
| 兵装     | 3インチ砲5門 18インチ魚雷発射管6門  |

ウォーク (USS Walke, DD-34) は、アメリカ海軍の駆逐艦。ポールディング級駆逐艦の1隻。艦名はヘンリー・A・ウォーク少将に因む。

## 艦歴
ウォークは1910年3月5日にマサチューセッツ州クインシーのフォアリバー造船所で起工する。1910年11月3日にミルドレッド・ウォーク・ウォルター（ウォーク少将の孫娘）によって進水し、1911年7月22日にボストン海軍工廠で艦長チャールズ・R・トレイン大尉の指揮下就役する。
ウォークは太平洋水雷艦隊第9分艦隊に配属される。マサチューセッツ州ボストンでの艤装後、ロードアイランド州ニューポートの水雷ステーションに移動し、大西洋水雷艦隊との訓練に使用する魚雷を搭載した。秋から冬にかけてウォークは水雷艦隊の駆逐艦や潜水艦と共に戦闘訓練および水雷発射演習を行った。さらに大西洋艦隊と共により包括的な戦闘訓練を行った。これらの演習では北はケープコッドから南はキューバまで、大西洋沿岸全体をカバーした。
継続した訓練の後、ウォークは1913年11月1日にニューヨーク海軍工廠で予備役に置かれる。続く17ヶ月間そのままの状態にあったが、退役することはなかった。予備役の間にもウォークには艦長と最低限の乗組員が配属された。艦隊との活動は行われなかったが、稼働能力を維持する為定期的にニューヨーク近辺で活動した。1914年10月から11月にかけてウォークは海軍潜水士のスティーヴン・J・ドレリシャクがロングアイランド・サウンドで行った274フィート（84m）の潜水記録達成に際し支援任務を担当した。
1915年7月、ウォークは完全就役状態に復帰する。ニュージャージー州パースアンボイで行われた独立記念日の式典に参加し、続いてワシントンD.C.を訪問、9月末に南北戦争従軍軍人会の式典に参加する。10月5日までにはニューポート沖に到着し、艦隊と共に演習を行った。11月1日、ウォークはチャールストン海軍工廠に入渠し広範囲オーバーホールを行う。作業は1916年2月に完了、3月には南に向けて出航、キーウェストでの砲術訓練に従事した。
しかしながら5月にドミニカ共和国で革命による混乱が生じる、ウォークは陸軍の支援のため急派され、海兵隊が秩序回復のため上陸した。ウォークはキーウェストを5月6日に出航し、6月19日までイスパニョーラ島の沿岸を巡航、定期的にプエルトリコのポンセおよびキューバのグアンタナモ湾で燃料および物資を補給した。ハイチへの短期訪問の後、ドミニカはイスパニョーラ島の西部を占領し、ウォークは6月91日にキーウェストに帰還する。7月21日、ウォークはノーフォーク海軍工廠に入渠し、8ヶ月のオーバーホールに入った。

### 第一次世界大戦
作業は1917年3月に完了し、25日にニューヨークに向けて出航する。翌日スタテン島に到着した。4月6日にニューヨーク海軍工廠に入渠したが、その日はアメリカ合衆国がドイツに対して宣戦布告した日であった。2週間と4日後に作業は完了し、活動の準備が整った。ニューヨーク沖での偵察巡航の後サウスカロライナ州チャールストンに向かい、5月3日に到着する。16日後に北に向けて出航、20日にニューヨークに帰還した。その3日後、ヨーロッパに向けて出航する。燃料積載量に制限があったため、ウォークは最初の3日間を給炭艦ジュピター (USS Jupiter, AC-3) によって牽引された。5月26日に自力による航行を開始し、6月5日にフランスのジロンドに到着する。同地およびブレストで活動した後、ウォークはアイルランド南東のクイーンズタウンに移動した。同地を拠点としてイギリスおよびフランスへの西の入口をパトロールし、11月中旬までUボートの探索および英仏に向かう船団の護衛を行った。
11月17日、ウォークは帰国の途につく。航行距離の制限のため牽引されて大西洋を横断したウォークは11月30日にニューヨークに到着した。そこからチャールストンに向かい、12月中旬にドック入りした。補修は1918年3月に完了、16日にニューヨークに戻る。第一次世界大戦の残りをウォークはニューヨークからケープコッドまでの海域のパトロールに費やし、ニューヨーク港から出航する船団、入港する船団の護衛を行った。

### 戦間期
戦争が終わると、ウォークは東海岸での定時任務および大西洋艦隊の演習に従事した。1918年12月、メリーランド州ボルチモアを訪れ、20日にニューヨークに帰還する。1919年1月中旬に南方に向けて出航、チャールストンを経由してキューバ-ハイチ海域での冬季演習に参加する。その後キーウェスト、マイアミを経由して4月14日にニューヨークに帰還する。4月中旬から7月中旬までニューヨークからキーウェストまでの大西洋岸全域を巡航し、水雷訓練および様々な演習に参加した。
7月18日、ウォークはペンシルベニア州フィラデルフィアに到着、不活性化の準備に入った。1919年12月12日にウォークは退役し、1930年代半ばまでフィラデルフィア海軍工廠に置かれた。ウォークは1920年7月17日に船体番号 DD-34 が与えられたが、13年後の1933年7月1日にその艦名を失い、 DD-416 に再分類された。 DD-34 は1935年3月20日に除籍され、4月23日にロンドン海軍軍縮条約に従ってスクラップとして廃棄された。